# William Jackson (Sekretär)

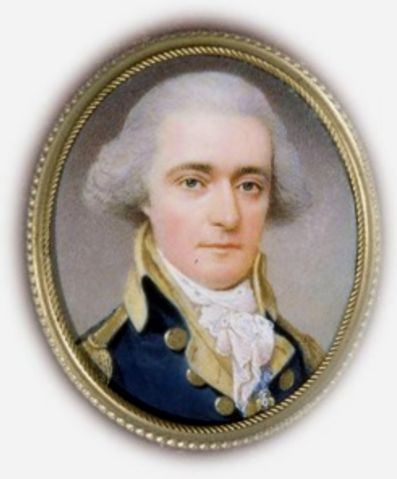
William Jackson

William Jackson (* 9. März 1759 in Cumbria, England; † 17. Dezember 1828 in Philadelphia, Pennsylvania) war ein US-amerikanischer Jurist. Er war Sekretär bei der Philadelphia Convention, welche die Verfassung der Vereinigten Staaten ausarbeitete. Später war er einer der Privatsekretäre von Präsident George Washington. 

## Werdegang
Nach dem Tod seiner Eltern kam William Jackson aus seiner englischen Heimat in die damals britische Kolonie South Carolina. In den 1770er Jahren schloss er sich der Revolutionsbewegung an. Er diente in der Staatsmiliz und dann während des Unabhängigkeitskrieges in der Kontinentalarmee. Er nahm an mehreren Feldzügen und Schlachten in den Südstaaten teil und geriet zwischenzeitlich in britische Kriegsgefangenschaft und kam durch einen Gefangenenaustausch wieder frei. Anschließend gehörte er zum Stab von General Washington. Nach dem Krieg studierte er Jura. Im Jahr 1788 wurde er als Rechtsanwalt zugelassen. 
Noch während seines Studiums bewarb er sich um die Stelle des Sekretärs bei der verfassungsgebenden Versammlung in Philadelphia. Auf Empfehlung von Alexander Hamilton erhielt er schließlich dieses Amt. In dieser Eigenschaft unterschrieb er die Verfassung als Beglaubiger. Anschließend brachte er das Dokument nach New York City, wo der Congress of the Confederation tagte. Dort las er den Verfassungstext vor den Delegierten vor. Zwischen 1789 und 1791 diente er als Privatsekretär von Präsident Washington. Dann arbeitete er für einige Zeit als Anwalt. Anschließend wurde er zum Leiter der Steuerbehörde im Hafen von Philadelphia ernannt. Dieses Amt bekleidete er bis 1801. Zu diesem Zeitpunkt wurde er vom neuen Präsidenten Thomas Jefferson entlassen. Ab 1799 war er zudem Generalsekretär der Society of the Cincinnati. Diese Position hatte er bis zu seinem Tod inne. Bis 1815 gab er auch die der Föderalistischen Partei nahestehende Zeitung Political and Commercial Register heraus. William Jackson starb am 17. Dezember 1828 in Philadelphia.